# ワジム・ネムコフ
ワジム・ネムコフ（Vadim Nemkov、1992年10月14日 - ）は、ロシアの男性総合格闘家。ベルゴロド州出身。アレクサンドル・ネフスキー所属。元Bellator世界ライトヘビー級王者。

## 来歴

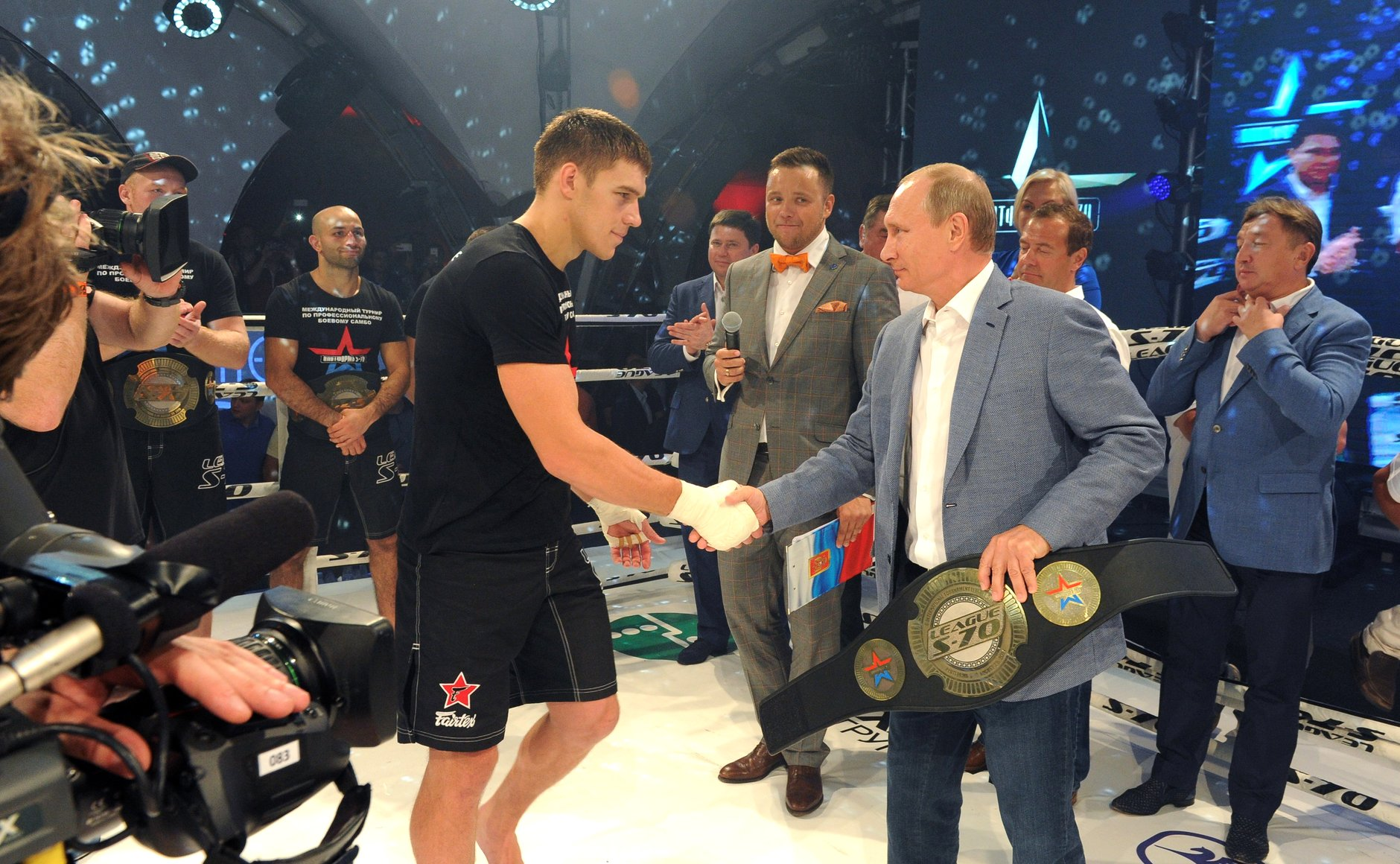
ロシアのウラジーミル・プーチン大統領と握手するネムコフ (2015年)

世界サンボ選手権100kg級において2013年の銅メダル獲得を皮切りに、2014年から2019年の間に4回の優勝を果たしている。エメリヤーエンコ・ヒョードルがスタールイ・オスコルに建てたスポーツセンター「アレクサンドル・ネフスキー」において、トレーニングを積む。

### 総合格闘技
2013年に総合格闘技デビュー。ロシアにおいて4戦4勝（KO3回、一本1回）をあげる。

#### RIZIN
2015年10月、RIZINと契約。RIZINヘビー級トーナメント2015への出場が発表された。
2015年12月29日、RIZIN FIGHTING WORLD GRAND-PRIX 2015 SARABAの宴で行われたRIZINヘビー級トーナメント2015に出場。1回戦で前KSWライトヘビー級王者のゴラン・レルジッチと対戦し、1RTKO勝ち。
2015年12月31日、RIZIN FIGHTING WORLD GRAND-PRIX 2015 IZAの舞で行われた、RIZINヘビー級トーナメント2015準決勝でイリー・プロハースカと対戦。1R終了時に呼吸困難となり、しばらく立ち上がれず、2R開始前に棄権により1RTKO負け。トーナメント準決勝で敗退となった。
2016年4月17日、RIZIN.1でカール・アルブレックソンと対戦。1-2の判定負けを喫した。
2016年12月29日、RIZIN FIGHTING WORLD GRAND-PRIX 2016 無差別級トーナメント 2nd ROUNDにて、無差別級トーナメントのリザーバーとして、アリソン・ヴィセンテと対戦。パウンドで1RKO勝ち。

#### Bellator
2017年、Bellatorがヒョードルと契約した際に、ヒョードルが契約オプションに自身の試合時にネムコフやモルダフスキーなどの同門RIZIN選手を起用する条件を付け加えたことから、自動的にRIZINからBellatorに移籍となった。
2017年8月25日、Bellator 182でフィリップ・リンスと対戦し、1RKO勝ち。
2018年2月16日、Bellator 194で前Bellatorライトヘビー級王者のリアム・マギリーと対戦し、ローキックで3RTKO勝ち。
2018年11月15日、Bellator 209でフィル・デイヴィスと対戦し、2-1の判定勝ち。
2020年8月21日、Bellator 244のBellator世界ライトヘビー級タイトルマッチで王者ライアン・ベイダーと対戦。右ハイキックでダウンを奪いパウンドで2RTKO勝ち。王座獲得に成功した。
2021年4月16日、Bellator 257のライトヘビー級ワールドグランプリ1回戦として行われたBellator世界ライトヘビー級タイトルマッチでライトヘビー級ランキング2位の挑戦者フィル・デイヴィスと再戦し、3-0の5R判定勝ち。王座の初防衛に成功するとともに準決勝へ進出した。
2021年10月16日、Bellator 268のライトヘビー級ワールドグランプリ準決勝として行われたBellator世界ライトヘビー級タイトルマッチでライトヘビー級ランキング5位の挑戦者ジュリアス・アングリカスと対戦し、4Rにキムラロックで一本勝ち。2度目の王座防衛に成功するとともに決勝へ進出した。
2022年4月15日、Bellator 277のライトヘビー級ワールドグランプリ決勝として行われたBellator世界ライトヘビー級タイトルマッチで、ライトヘビー級ランキング1位の挑戦者コーリー・アンダーソンと対戦。テイクダウンを奪われグラウンドの攻防でやや劣勢となるも、3R終盤に偶発的なバッティングでネムコフが左眉をカットし続行不可能となったためノーコンテストに終わった。
2022年11月17日、Bellator 288のライトヘビー級ワールドグランプリ決勝として行われたBellator世界ライトヘビー級タイトルマッチで、ライトヘビー級ランキング1位の挑戦者コーリー・アンダーソンとダイレクトリマッチで再戦し、3-0（49-46×2、48-47）の5R判定勝ち。3度目の王座防衛に成功するとともにグランプリ優勝を果たし、優勝賞金100万ドルを獲得した。
2023年6月16日、 Bellator 297のBellator世界ライトヘビー級タイトルマッチでライトヘビー級ランキング3位の挑戦者ヨエル・ロメロと対戦し、3-0の5R判定勝ち。4度目の王座防衛に成功した
2024年1月17日、ヘビー級転向に伴いBellator世界ライトヘビー級王座を返上した。
2024年2月24日、昨年Bellatorを買収したPFLとの共同開催となったPFL vs. BellatorでPFLヘビー級トーナメント2021王者ブルーノ・カッペローザと対戦し、肩固めで2R一本勝ち。この試合のために特別に作成されたスーパーベルトの獲得に成功した。

## 人物・エピソード
- RIZINと契約時、RIZIN WGP 2015のトーナメントでベスト4になったことで、優勝者を除く若手メンバー3人（イリー・プロハースカ、テオドラス・オークストリス、ワジム・ネムコフ）は『RIZIN三銃士』と名付けられ、RIZINファンから親しまれると共に将来を期待された。

## 戦績
| 総合格闘技 戦績 | 総合格闘技 戦績 | 総合格闘技 戦績 | 総合格闘技 戦績 | 総合格闘技 戦績 | 総合格闘技 戦績 | 総合格闘技 戦績 |
| --------------- | --------------- | --------------- | --------------- | --------------- | --------------- | --------------- |
| 21 試合         | (T)KO           | 一本            | 判定            | その他          | 引き分け        | 無効試合        |
| 18 勝           | 9               | 5               | 4               | 0               | 0               | 1               |
| 2 敗            | 1               | 0               | 1               | 0               | 0               | 1               |

| 勝敗 | 対戦相手                   | 試合結果                                       | 大会名 | 開催年月日     |
| ○    | ティモシー・ジョンソン     | 1R 3:08 リアネイキドチョーク                   | PFL Champions Series 1: Nurmagomedov vs. Hughes                                                                                | 2025年1月25日  |
| ○    | ブルーノ・カッペローザ     | 2R 2:13 肩固め                                 | PFL vs. Bellator: Champs | 2024年2月24日  |
| ○    | ヨエル・ロメロ             | 5分5R終了 判定3-0                              | Bellator 297: Nemkov vs. Romero 【Bellator世界ライトヘビー級タイトルマッチ】                                                   | 2023年6月16日  |
| ○    | コーリー・アンダーソン     | 5分5R終了 判定3-0                              | Bellator 288：Nemkov vs. Anderson 2 【Bellator世界ライトヘビー級タイトルマッチ/Bellatorライトヘビー級ワールドグランプリ決勝】  | 2022年11月18日 |
| －   | コーリー・アンダーソン     | 3R 4:57 ノーコンテスト（偶発的なバッティング） | Bellator 277: McKee vs. Pitbull 2 【Bellator世界ライトヘビー級タイトルマッチ/Bellatorライトヘビー級ワールドグランプリ決勝】    | 2022年4月15日  |
| ○    | ジュリアス・アングリッカス | 4R 4:25 キムラロック                           | Bellator 268: Nemkov vs. Anglickas 【Bellator世界ライトヘビー級タイトルマッチ/Bellatorライトヘビー級ワールドグランプリ準決勝】 | 2021年10月16日 |
| ○    | フィル・デイヴィス         | 5分5R終了 判定3-0                              | Bellator 257: Nemkov vs. Davis 2 【Bellator世界ライトヘビー級タイトルマッチ/Bellatorライトヘビー級ワールドグランプリ1回戦】    | 2021年4月16日  |
| ○    | ライアン・ベイダー         | 2R 3:02 TKO（右ハイキック→パウンド）           | Bellator 244: Bader vs. Nemkov 【Bellator世界ライトヘビー級タイトルマッチ】                                                    | 2020年8月21日  |
| ○    | ハファエル・カルバーリョ   | 2R 3:56 リアネイキドチョーク                   | Bellator 230: Carvalho vs. Nemkov                                                                                              | 2019年10月12日 |
| ○    | フィル・デイヴィス         | 5分3R終了 判定2-1                              | Bellator 209: Pitbull vs. Sanchez                                                                                              | 2018年11月15日 |
| ○    | リアム・マギリー           | 3R 4:02 TKO（右ローキック）                    | Bellator 194: Nelson vs. Mitrione                                                                                              | 2018年2月16日  |
| ○    | フィリップ・リンス         | 1R 3:03 KO（右ストレート）                     | Bellator 182: Koreshkov vs. Njokuani                                                                                           | 2017年8月25日  |
| ○    | アリソン・ヴィセンテ       | 1R 0:55 KO（パウンド）                         | RIZIN FIGHTING WORLD GRAND-PRIX 2016 無差別級トーナメント 2nd ROUND                                                            | 2016年12月29日 |
| ○    | ニコライ・ロザンスキー     | 1R 3:39 TKO（パンチ連打）                      | EFN 50: Emelianenko vs. Maldonado                                                                                              | 2016年6月17日  |
| ×    | カール・アルブレックソン   | 5分3R終了 判定1-2                              | RIZIN.1 | 2016年4月17日  |
| ×    | イリー・プロハースカ       | 1R終了時 TKO（棄権）                           | RIZIN FIGHTING WORLD GRAND-PRIX 2015 IZAの舞 【RIZINヘビー級トーナメント 準決勝】                                              | 2015年12月31日 |
| ○    | ゴラン・レルジッチ         | 1R 2:58 KO（右ストレート→パウンド）            | RIZIN FIGHTING WORLD GRAND-PRIX 2015 さいたま3DAYS 【RIZINヘビー級トーナメント 1回戦】                                         | 2015年12月29日 |
| ○    | ホアキム・フェレイラ       | 1R 0:22 KO（パンチ）                           | Plotforma S-70 6th | 2015年8月29日  |
| ○    | イシドール・ブネア         | 1R 1:00 リアネイキドチョーク                   | SOMMAF:Steel Battle 2 | 2015年4月24日  |
| ○    | ミハル・グトフスキー       | 1R 4:32 TKO（パンチ連打）                      | Alexander Nevsky MMA:Liberation                                                                                                | 2013年8月5日   |
| ○    | アンドレイ・トルファイキン | 1R 2:29 TKO（パンチ連打）                      | RadMer 4:2 Round | 2013年6月27日  |

## 獲得タイトル
- 第7代Bellator世界ライトヘビー級王座（2020年）